# Petras Cidzikas

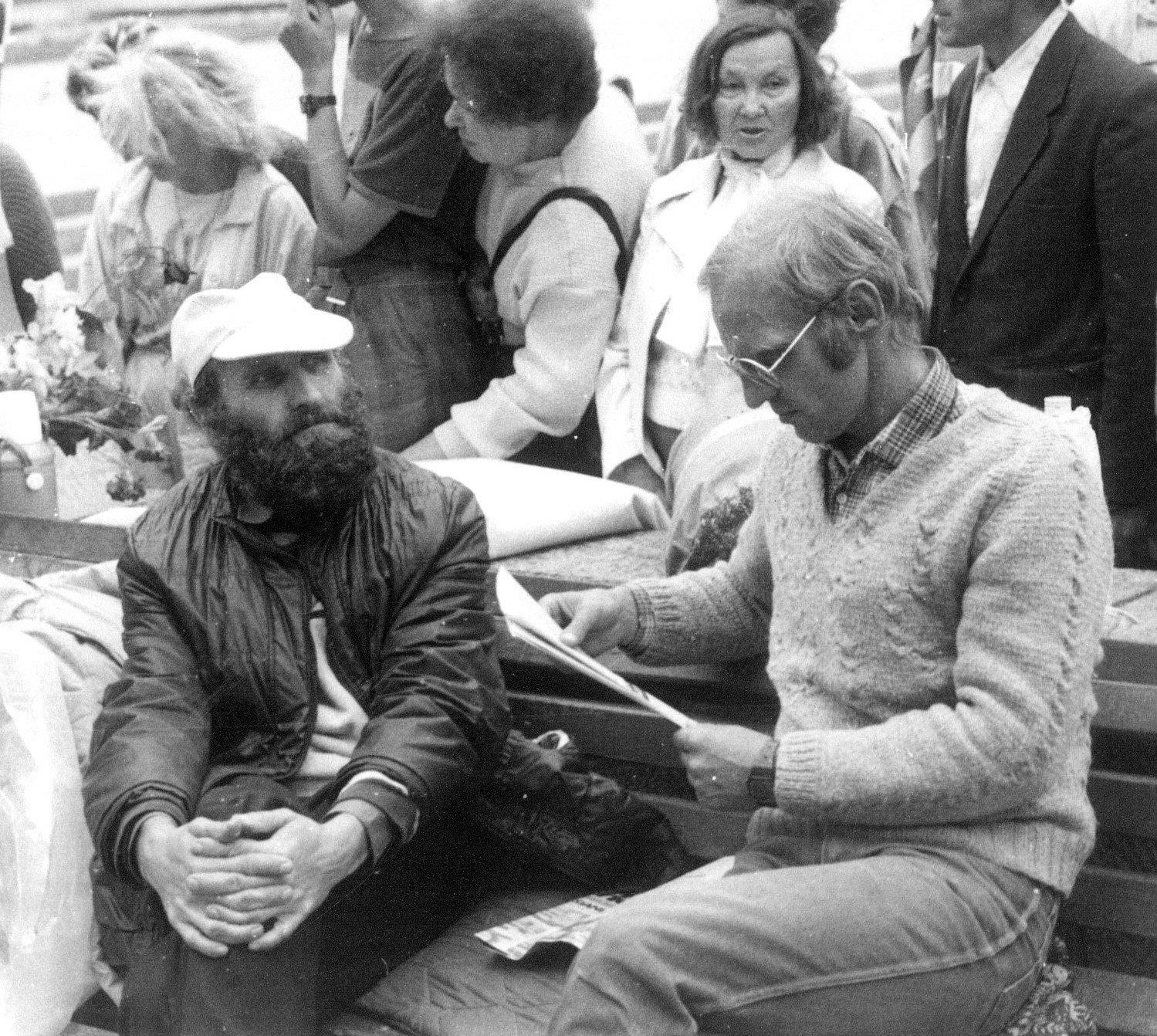
Petras Cidzikas (links) mit Algimantas Andreika während der Fastenkampagne im Sommer 1988

Petras Cidzikas (* 25. April 1944 in Šeštokai, Wolost Krosna, Bezirk Marijampolė; † 21. Januar 2019 in Vilnius) war ein litauischer Dissident.

## Leben
Von 1961 bis 1963 absolvierte Petras Cidzikas die 2. Bauschule Kaunas, 1968 eine Mittelschule in Kaunas. Ab 1971 studierte er Rechtswissenschaft an der Universität Vilnius in der litauischen Hauptstadt. 1973 wurde er vom KGB am 16. Februar, dem Tag der Unabhängigkeitserklärung Litauens, verhaftet und später verurteilt. Er war vier Jahre im psychiatrischen Sondergefängnis  in Tschernjachowsk in der russischen Oblast Kaliningrad inhaftiert. Später wurde er noch einige Male verhaftet, zweimal verurteilt und weiter verfolgt.
1988 bis 1990 organisierte Cidzikas eine 50-tägige Fastenkampagne für die Freilassung politischer Gefangener, für die Wiedergeburt Litauens und die „Befreiung von Kleinlitauen“. Von September bis Oktober 1990 organisierte er einen Marsch nach Moskau. Dabei trug er in Begleitung anderer ein 2,5 Meter hohes Kreuz mit litauischen Fahnen durch russische Städte und Gemeinden bis zu einer Kirche in Moskau in der Nähe des KGB-Hauptquartiers Lubjanka. Mit dieser Aktion inspirierte er auch die russische Freiheitsbewegung. Er organisierte überdies einen zweitägigen Marsch in Vilnius rund um das lokale KGB-Gebäude.
Ab 2007 bezog Cidzikas eine staatliche Rente (1. Stufe).

## Auszeichnungen
- 1998: Orden des Vytis-Kreuzes
- 2000: Medaille der litauischen Unabhängigkeit (Lietuvos nepriklausomybės medalis)
- 2003: Gedenkmedaille anlässlich des litauischen NATO-Beitritts (Atminimo ženklas Lietuvos Respublikos pakvietimo į NATO proga)